# Backebergia militaris
Backebergia militaris là một loài thực vật có hoa trong họ Cactaceae. Loài này được (Audot) Bravo ex Sánchez-Mej. mô tả khoa học đầu tiên năm 1973.